# Caroline Dhenin
Caroline Dhenin (* 13. Juni 1973) ist eine ehemalige französische Tennisspielerin.

## Karriere
Dhenin gewann in ihrer Laufbahn einen Einzel- und elf Doppeltitel auf dem ITF Women’s Circuit. Ihr bestes Abschneiden bei einem Grand-Slam-Turnier gelang ihr 1997 mit dem Einzug in die dritte Runde der French Open. Im Jahr darauf erreichte sie an gleicher Stelle das Achtelfinale der Doppelkonkurrenz, bei den US Open stand sie sogar das einzige Mal in einem Viertelfinale.
Dhenin absolvierte im Juni 2011 bei einem ITF-Turnier in Marseille ihr letztes Match auf der Profitour.

## Turniersiege

### Einzel
| Nr. | Datum         | Turnier | Kategorie   | Belag        | Finalgegnerin    | Ergebnis      |
| --- | ------------- | ------- | ----------- | ------------ | ---------------- | ------------- |
| 1   | 24. März 1996 | Reims   | ITF $25.000 | Sand (Halle) | Catherine Mothes | 3:6, 6:1, 6:2 |

### Doppel
| Nr. | Datum         | Turnier        | Kategorie     | Belag             | Partnerin            | Finalgegnerinnen                         | Ergebnis       |
| --- | ------------- | -------------- | ------------- | ----------------- | -------------------- | ---------------------------------------- | -------------- |
| 1.  | Juni 1997     | Bordeaux       | ITF $25.000   | Sand              | Nino Louarsabishvili | Maria-Fernanda Landa Marlene Weingärtner | 6:7, 6:4, 7:5  |
| 2.  | April 1998    | Estoril        | ITF $75.000   | Sand              | Émilie Loit          | Radka Bobková Caroline Schneider         | 6:2, 6:3       |
| 3.  | August 1999   | Les Contamines | ITF $25.000   | Hartplatz         | Eva Melicharová      | Giana Gutierrez Andrea Van den Hurk      | 6:4, 6:2       |
| 4.  | Juli 2000     | Les Contamines | ITF $25.000   | Hartplatz         | Bianka Lamade        | Carine Bornu Kim de Weille               | 6:74, 6:4, 6:4 |
| 5.  | Mai 2001      | Cagnes-sur-Mer | ITF $25.000   | Sand              | Carine Bornu         | Sophie Georges Capucine Rousseau         | 6:4, 6:3       |
| 6.  | Oktober 2001  | Saint-Raphaël  | ITF $25.000   | Hartplatz (Halle) | Shelley Bryce        | Anne-Laure Heitz Elodie Le Bescond       | 6:0, 7:5       |
| 7.  | April 2002    | Dinan          | ITF $50.000   | Sand (Halle)      | Émilie Loit          | Julija Bejhelsymer Patty Van Acker       | 6:3, 6:1       |
| 8.  | Juli 2003     | Les Contamines | ITF $25.000   | Hartplatz         | Bianka Lamade        | Kildine Chevalier Alexandra Kravets      | 6:4, 6:2       |
| 9.  | November 2003 | Poitiers       | ITF $50.000   | Hartplatz (Halle) | Bianka Lamade        | Julija Bejhelsymer Tazzjana Putschak     | 7:5, 6:2       |
| 10. | Juli 2004     | Les Contamines | ITF $25.000   | Hartplatz         | Gabriela Chmelinova  | Evie Dominikovic Rita Kuti-Kis           | 6:4, 6:3       |
| 11. | Juni 2005     | Marseille      | ITF $50.000+H | Sand              | Līga Dekmeijere      | Maria Fernanda Alves Marie-Ève Pelletier | 6:2, 1:6, 6:2  |